# Comté de Morris (Texas)
Pour les articles homonymes, voir Morris et Comté de Morris.
Le comté de Morris (anglais : Morris County) est un comté situé dans le nord-est de l'État du Texas aux États-Unis. Le siège du comté est Daingerfield. Selon le recensement de 2020, sa population est de 11 973 habitants.
Le comté a une superficie de 670 km2, dont 659 km2 en surfaces terrestres.

## Comtés adjacents
| Comté de Red River | Comté de Bowie  |                 |
| Comté de Titus     | comté de Morris | Comté de Cass   |
| Comté de Camp      | Comté d'Upshur  | Comté de Marion |